# Historia postal de Argentina
La primera estampilla Argentina fue encargada por el gobernador de la provincia de Corrientes a Paul Emile Coni, director de la Imprenta Oficial correntina, quien descartó el procedimiento litográfico, por ser de fácil falsificación, y se inclinó por la impresión tipográfica. 

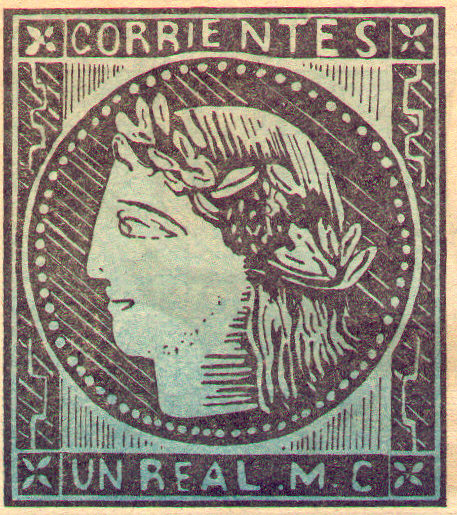
Primer Sello Postal Argentino

Para el grabado de la viñeta, Coni contactó a un inmigrante francés, Matías Pipet, que oficiaba de panadero, pero que había sido aprendiz de grabador en su país natal. Circuló desde el 21 de agosto de 1856 hasta el año 1880, fecha en la cual los servicios postales fueron nacionalizados. Este primer sello mostraba la imagen de la diosa griega Ceres y estaba impreso con tinta negra sobre papel de seda.

## Reflejo de la política exterior

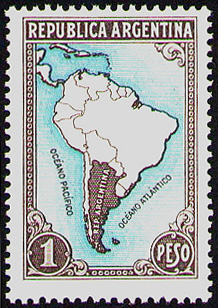
Scott #445.

Un ejemplo ilustrativo que sirve como introducción al tema de la política y la historia de los sellos argentinos es la estampilla mostrando el continente sudamericano emitida en 1936 (la referencia es Scott #445, siendo Scott uno de los catálogos filatélicos más empleados). Este sello se conoce como el mapa "con fronteras" e incluye las demarcaciones de todos los países del subcontinente. Además, muestra a las Islas Malvinas con el mismo color marrón que luce la Argentina continental, aunque la estampilla no las identifica como Argentinas con el nombre Malvinas. 
Como se podría esperar surgieron una serie de protestas acerca de los límites indicados en el mapa. El Perú, por ejemplo, se quejó porque su frontera con Ecuador se inclinaba hacia la reivindicación de este último país en cuanto a la región Amazónica. El gobierno chileno señaló que la geografía en la parte austral del continente, Tierra del Fuego y el Estrecho de Magallanes, parecía favorecer a la Argentina y perjudicar a Chile. Y el Reino Unido se molestó por las Islas Malvinas, pero la cancillería británica no consideró pertinente en una querella diplomática con Argentina por el asunto y trató de resolverlo a un nivel discreto entre personal de la embajada en Buenos Aires y sus contrapartes argentinos de baja jerarquía.

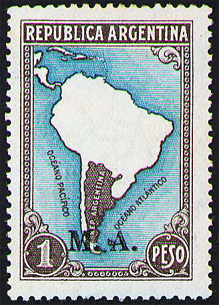
Scott #446.

Considerando las distintas protestas, la Dirección General de Correos de la República Argentina reconoció que el mapa tenía errores, especialmente en cuanto al asunto de las fronteras australes con Chile, y estaba dispuesto a retirar la estampilla y emitirla posteriormente después de haberla corregido. Pero no estaba dispuesto a cambiar los colores en las Islas Malvinas, ya que esto podría implicar un cambio en su reclamo sobre las islas.

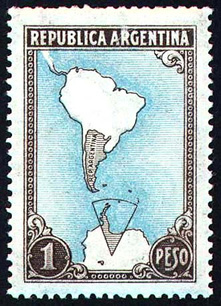
Scott #594.

Efectivamente, se confeccionó un sello nuevo, emitido en 1937 (Scott #446), sin las fronteras que habían causado problemas. Para satisfacer a los chilenos, la estampilla mostró una extensión exagerada en cuanto a la región austral del país transandino, que fue interpretada como una burla a las quejas chilenas. No hubo ningún intento de apaciguar a los británicos, y se mantuvo el mismo color en las Islas Malvinas que en la Argentina continental. Los británicos seguían renuentes en cuanto a la posibilidad de elevar la disputa a un nivel superior. Contestando una pregunta en la Cámara de los Comunes en Londres, el canciller Anthony Eden manifestó que el Reino Unido no podía evitar que la Argentina emitiera sellos señalando a las Malvinas como argentinas.
Una secuela al asunto ocurre en 1951 (Scott #594), durante al época del primer peronismo, cuando se añadió el reclamo argentino en la Antártida. Las Malvinas seguían marcadas como argentinas por su color.

## Reflejo de la política interna
Se puede obtener otra perspectiva de la historia política de los sellos argentinos al analizar la cantidad de sellos nuevos que se emiten cada año, y cada década. En algunos años del siglo XIX no se emitieron sellos en absoluto. También existen numerosas series definitivas, permanentes, de sellos que se usaron por muchos años, reflejando de esta manera estabilidad económica y también falta de interés en emitir sellos postales nuevos para promover metas nacionales más allá del uso postal.
Esta situación cambió con la serie conmemorativa del Centenario de la Revolución de Mayo en 1910, y la cantidad de emisiones nuevas aumentó paulatinamente después de esa fecha. En el año 1935 se emitió una serie definitiva duradera con 28 diseños nuevos que se usaron hasta el año 1951. En los años del primer peronismo (1946-1955) se observa un aumento abrupto de sellos nuevos, como también de sus mensajes políticos. En décadas posteriores hay un aumento constante de emisiones nuevas cada año, sobrepasando incluso la necesidad postal real de contar con una determinada cantidad de sellos circulantes.